# Танок смерті (книга)
«Танок смерті» (фр. Danse Macabre) — книга Стівена Кінга про жанр жахів. Danse macabre — французька фраза, що означає алегоричний сюжет живопису і словесності Середньовіччя.
Написана на основі лекцій «Особливості літератури про надприродне», які автор прочитав в університеті. Однак у книзі розказано про жанр жахів не лише в літературі, але й у кіно, на радіо й телебаченні. Кінг приділяє багато уваги особистому досвіду знайомства із жанром жахів. Це робить книгу частково автобіографічною, даючи змогу зрозуміти, які твори жанру жахів найбільше вплинули формування Кінга як письменника.
У книзі письменник виділяє чотири найзначущіші архетипи страху: вампір, перевертень, привид, безіменна тварюка.
До книги є два додатки: список значущих фільмів жанру від 1950 до 1980 року та список літератури за той самий період. Зірочкою позначено фільми та книги, які подобаються особисто Стівену Кінгу.

## Рекомендовані фільми
| Фільм                             | Рік  | Режисер                       |
| --------------------------------- | ---- | ----------------------------- |
| Ангел-винищувач                   | 1963 | Луїс Бунюель                  |
| Скажена*                          | 1977 | Девід Кроненберг              |
| Суспірія*                         | 1977 | Даріо Ардженто                |
| Раптом, минулого літа             | 1960 | Джозеф Манкевич               |
| Воднева людина                    | 1958 | Іношіро Хонда                 |
| Ворог із космосу*                 | 1957 | Вел Ґест                      |
| Вторгнення викрадачів тіл*        | 1956 | Дон Сіґел                     |
| Вторгнення викрадачів тіл         | 1978 | Філіп Кауфман                 |
| Виводок*                          | 1979 | Девід Кроненберг              |
| Око кішки                         | 1969 | Девід Ловелл Річ              |
| Голова-гумка                      | 1977 | Девід Лінч                    |
| Перегони з дияволом               | 1975 | Джек Старретт                 |
| Горго                             | 1961 | Ежен Лур'є                    |
| Ніч орла                          | 1962 | Сідні Геєрз                   |
| Гробниця Лігеї                    | 1965 | Роджер Корман                 |
| Налякати Джесіку до смерті*       | 1971 | Джон Генкок                   |
| День триффідів                    | 1963 | Стів Секелі                   |
| Прокляте селище                   | 1960 | Вулф Рілла                    |
| Дочекайся темряви*                | 1967 | Теренс Янг                    |
| Будинок жахів доктора Терора      | 1965 | Фредді Френсіс                |
| Погане насіння                    | 1956 | Мервін Лерой                  |
| Дуель*                            | 1971 | Стівен Спілберг               |
| Дияволиці                         | 1954 | Анрі-Жорж Клузо               |
| Захоп                             | 1974 | Олівер Стоун                  |
| Землерийки-убивці                 | 1959 | Рей Келлог                    |
| Звільнення*                       | 1972 | Джон Бурмен                   |
| Екзорцист*                        | 1973 | Вільям Фрідкін                |
| Ікс — невідоме                    | 1956 | Леслі Норман                  |
| Хелловін*                         | 1978 | Джон Карпентер                |
| Коли телефонує Майкл              | 1972 | Філіп Лікок                   |
| Колодязь і маятник                | 1961 | Роджер Корман                 |
| Крик                              | 1979 | Ежи Сколімовський             |
| Будинок, де стікає кров           | 1971 | Пітер Даффелл                 |
| Хтось стежить за Мною!            | 1978 | Джон Карпентер                |
| Керрі*                            | 1976 | Браян Де Пальма               |
| Леді в клітці*                    | 1963 | Волтер Грауман                |
| Морок                             | 1958 | Вільям Касл                   |
| Мартін*                           | 1976 | Джордж Ромеро                 |
| Маска Червоної Смерті             | 1964 | Роджер Корман                 |
| Муха                              | 1958 | Курт Нойманн                  |
| Не з цієї Землі                   | 1956 | Роджер Корман                 |
| Людина, що неймовірно зменшується | 1957 | Джек Арнольд                  |
| Безумство*                        | 1972 | Альфред Гічкок                |
| Річ з іншого світу*               | 1951 | Крістіан Найбі / Говард Гоукс |
| Ніч має настати                   | 1964 | Карел Рейш                    |
| Нічь живих мерців*                | 1968 | Джордж Ромеро                 |
| Ніч мисливця*                     | 1955 | Чарльз Лотон                  |
| Судоми                            | 1975 | Дэвид Кроненберг              |
| Вони!*                            | 1954 | Гордон Дуглас                 |
| Огидний доктор Файбс              | 1971 | Роберт Фуест                  |
| Відраза*                          | 1965 | Роман Полянський              |
| Паніка в нульовому році           | 1962 | Рей Мілланд                   |
| Пікнік біля Навислої скелі*       | 1975 | Пітер Вір                     |
| Плетена людина                    | 1973 | Робін Гарді                   |
| Експеримент Квотермаса*           | 1955 | Вел Ґест                      |
| Божевілля 13*                     | 1963 | Френсіс Форд Коппола          |
| Будинок із привидами*             | 1963 | Роберт Вайз                   |
| Ніч демона*                       | 1957 | Жак Турнюр                    |
| Минулого літа                     | 1969 | Френк Перрі                   |
| Психо*                            | 1960 | Альфред Гічкок                |
| Психлікарня                       | 1972 | Рой Бейкер                    |
| Птахи                             | 1963 | Альфред Гічкок                |
| Птах з кришталевим пір'ям         | 1970 | Даріо Ардженто                |
| Світанок мерців*                  | 1979 | Джордж Ромеро                 |
| Дитина Розмарі*                   | 1968 | Роман Полянський              |
| Ритуали*                          | 1978 | Пітер Картер                  |
| З дамою так не роблять            | 1968 | Джек Смайт                    |
| Доля Салему                       | 1979 | Тоуб Гупер                    |
| Сеанс мокрого дня                 | 1968 | Браєн Форбз                   |
| Сьома печатка*                    | 1956 | Інгмар Бергман                |
| Сестри*                           | 1973 | Браян Де Пальма               |
| Сяйво                             | 1980 | Стенлі Кубрик                 |
| Смертоносні бджоли                | 1967 | Фредді Френсіс                |
| Гамівна сорочка                   | 1964 | Вільям Касл                   |
| Спалені пожертви                  | 1976 | Ден Кертіс                    |
| Степфордські дружини              | 1975 | Браєн Форбз                   |
| Істота з Чорної лагуни*           | 1954 | Джек Арнольд                  |
| Темно-червоне                     | 1976 | Даріо Ардженто                |
| Техаська різанина бензопилою*     | 1974 | Тоуб Гупер                    |
| А тепер не дивися                 | 1973 | Ніколас Роуг                  |
| Тихше, тихше, мила Шарлотто       | 1964 | Роберт Олдріч                 |
| Трилогія жаху                     | 1975 | Ден Кертіс                    |
| Жахи чорного музею                | 1959 | Артур Кребтрі                 |
| Віллард                           | 1971 | Деніел Манн                   |
| Вартмімен, або Година вовка       | 1968 | Інгмар Бергман                |
| Людина з рентгенівськими очима    | 1963 | Роджер Корман                 |
| Щелепи*                           | 1975 | Стівен Спілберг               |
| Червь-завоеватель                 | 1968 | Майкл Рівз                    |
| Чорна неділя*                     | 1961 | Маріо Бава                    |
| Що сталося з Бебі Джейн?*         | 1962 | Роберт Олдріч                 |
| Чужий*                            | 1979 | Рідлі Скотт                   |
| Воно прийшло з далекого космосу*  | 1953 | Джек Арнольд                  |
| Воно! Жах із космосу              | 1958 | Едвард Кан                    |
| Я бачила, що ви зробили           | 1965 | Вільям Касл                   |
| Я ховаю живих*                    | 1958 | Алберт Бенд                   |
| Лють                              | 1978 | Браян Де Пальма               |

## Рекомендовані книги
- Річард Адамс — Чумні пси; Небезпечні мандри*
- Роберт Ейкман[en] — Холодна рука в моїй руці; Розмальовані дияволи
- Марсель Еме — Людина, що проходила крізь стіни
- Берил Бейнбридж — Гаррієт сказала...[en]
- Джеймс Баллард — Бетонний острів[en]*; Висотка
- Чарльз Бомонт[en] — Голод*; Фокусник
- Роберт Блох — Приємних снів*; Психоз*
- Рей Бредбері — Кульбабове вино; Щось лихе до нас іде[en]*; Жовтнева країна[en]
- Джозеф Пейн Бреннан[en] — Форми полуночі (The Shapes at Midnight)*
- Фредерік Браун — Кошмари та «ґізенстеки»[en]*
- Едвард Браянт[en] — Серед мертвих (Among the Dead)
- Джанет Кейрд[en] — Лох (The Loch)
- Ремзі Кемпбелл — Демони при світлі дня[en]; Кукла, яка з'їла свою матір (The Doll Who Ate His Mother)*; Паразит (The Parasite)*
- Сюзі Маккі Чарнас — Гобелен вампірів[en]
- Хуліо Кортасар — Кінець гри[en] та інші оповідання
- Гаррі Крюз[en] — Пир змій[en]
- Роальд Дал — Цілуй, цілуй[en]*; Хтось, такий, як ви[en]*
- Лес Деніелс[en] — Чорний замок (The Black Castle)
- Стівен Дональдсон — Трилогія про Томаса Ковенанта*
- Дафна дю Мор'є — Не дивись (Don't Look Now)
- Гарлан Еллісон — Оповідання; Смерть птаха[en]*; Дивне вино[en]*
- Джон Фарріс[en] — Всі голови повертаються, коли повз проїжджає полювання (All Heads Turn When the Hunt Goes By)
- Чарльз Фінні — Привиди кайданів (The Ghosts of Manacle)
- Джек Фінні — Викрадачі тіл*; Я люблю Гейлсбург навесні (I Love Galesburg in the Springtime); Третій рівень (The Third Level)*; Між двох часів*
- Вільям Голдінг — Володар мух*
- Едвард Горі — Бурлеск; Бурлеск-2
- Чарлз Ґрант[en] — Час мерців з Бичачої стежки (The Hour of the Oxrun Dead); Звук півночі (The Sound of Midnight)*
- Девіс Ґрабб[en] — 12 оповідань жахів (Twelve Tales of Suspense and the Supernatural)*
- Вільям Галаган[en] — Опікун дітей (Keeper of the Children); Пошуки Джозефа Таллі (The Search for Joseph Tully)
- Джеймс Герберт — Туман[en]; Спис[en]*; Той, що вижив[en]
- Вільям Гйортсберг — Грішний янгол*
- Ширлі Джексон — Привид будинку на пагорбі*; Лотерея та інші оповідання[en]*; Сонячний годинник[en]
- Джеральд Керш[en] — Люди без кісток[en]*
- Рассел Кірк — Принцеса всіх земель[en]
- Найджел Ніл[en] — Каїн-помідор (Tomato Cain)
- Вільям Коцвінкл — Доктор Щур*
- Єжи Косинський — Розфарбований птах*
- Фріц Лейбер — Наша пані темряви*
- Урсула Ле Гуїн — Різець небесний[en]*; Орсинські оповідання[en]
- Айра Левін — Дитина Розмарі[en]*; Степфордські дружини
- Джон Макдональд — Дівчина, Золотий годинник і все[en]
- Бернард Маламуд[en] — Чарівна бочка[en]*; Природний[en]
- Роберт Мараско[en] — Спалені пожертви[en]*
- Габрієль Гарсія Маркес — Сто років самотності
- Річард Метісон — Пекельний будинок[en]; Я — легенда*; Шок-2; Людина, що зменшується*; Відгомін луни[en]
- Майкл Макдавелл[en] — Амулет[en]*; Холодний місяць над Вавилоном (Cold Moon Over Babylon)*
- Єн Мак'юен — Цементний садок[en]
- Джон Меткалф[en] — Мрець-тріумфатор
- Айріс Мердок — Єдиноріг[en]
- Джойс Керол Оутс — Нічний бік[en]*
- Фланнері О'Коннор — Добру людину знайти нелегко[en]*
- Мервін Пік — Трилогія про Горменгаст[en]
- Томас Пінчон — V.*
- Едоґава Рампо — Японські казки таємниці та уяви (Japanese Tales of Mystery and Imagination)
- Жан Рей — Гули у моїй могилі (Ghouls in My Grave)
- Енн Райс — Інтерв'ю з вампіром
- Філіп Рот — Груди[en]
- Рей Рассел — Сардонік*
- Джоан Семсон[en] — Аукціонер (The Auctioneer)*
- Вільям Сенсом[en] — Зібрання оповідань Вільяма Сенсома
- Сарбан — Мегаліти (Ringstones and Other Curious Tales); Звук його рога[en]*
- Енн Ріверс Сіддонс[en] — Сусідній будинок[en]*
- Іцхак Башевіс-Зінгер — Сеанс та інші оповідання (The Seance and Other Stories)*
- Мартін Круз Сміт[en] — Крило ночі
- Пітер Страуб — Історія з привидом[en]*; Якщо ти мене щойно бачив[en]; Джулія[en]; Край тіней*
- Теодор Стерджен — Ікра (Caviar); Сплячі самоцвіти; Трохи твоєї крові[en]*
- Томас Тесьє[en] — Нічний волоцюга (The Nightwalker)
- Пол Теру[en] — Чорний будинок (The Black House)
- Том Трайон[en] — Інший[en]*
- Лес Віттен[en] — Потомство гадюки (The Progeny of the Adder)*
- Томас Вільямс[en] — Діти тсуги (Tsuga's Children)*
- Ґаган Вілсон[en] — Малюю що бачу (I Paint What I See)
- Т. М. Райт[en] — Дивне плем'я (Strange Seed)*
- Джон Віндем — Переродження; День триффідів*